# Малыгин, Николай Павлович
Николай Павлович Малыгин (1913, Тула — 1999, там же) — советский хозяйственный, государственный и политический деятель.

## Биография
Родился в 1913 году в Туле. Член КПСС с 1939 года.
Трудовую деятельность начал в 1929 году. С 1933 года работал на Тульском оружейном заводе, затем в эвакуации, вновь на оружейном заводе, начальник цеха. В последующем на партийной и хозяйственной работе в Туле и Тульской области, первый секретарь Тульского горкома КПСС, заместитель председателя Тульского облисполкома.
Избирался депутатом Верховного Совета РСФСР 5-го созыва. Делегат XXI и XXII съездов КПСС.
С 1976 года на пенсии. Умер в Туле в 1999 году.